# 神是中学生

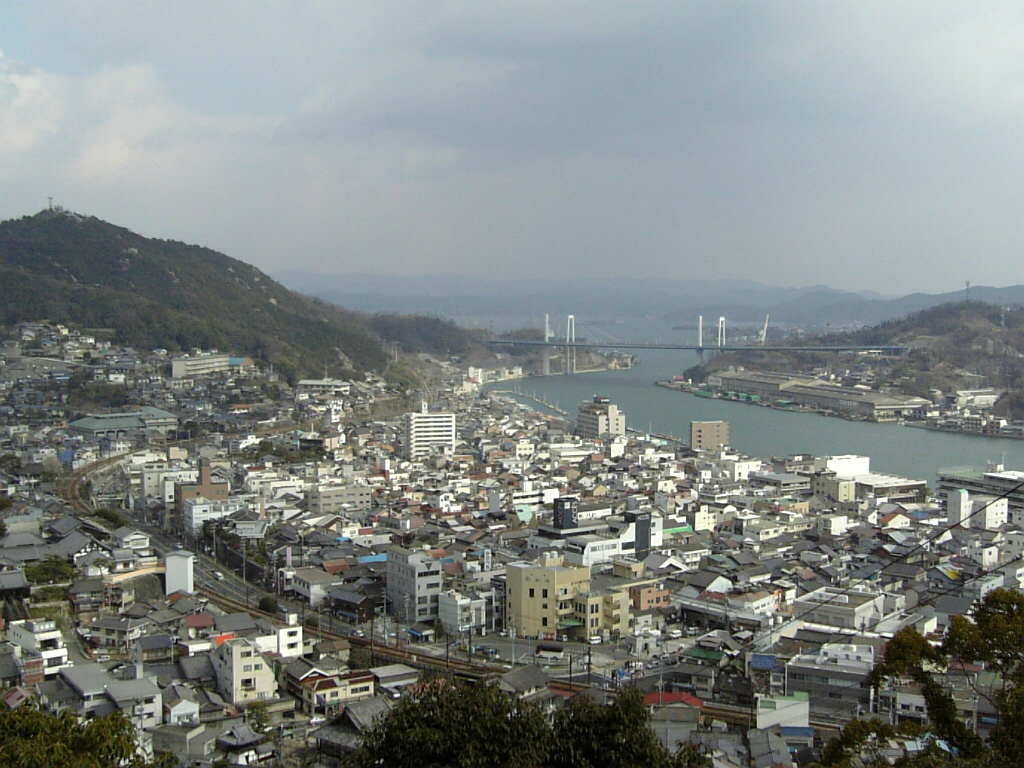
故事舞台參考原型「尾道市」

《神是中学生》（日语：かみちゅ！，对应汉字“神中！”），是于2005年6月在日本朝日电视台放映的原創电视动画。內容讲述住在瀨戶內地方架空城鎮「日之出町」（原型是广岛县尾道市）的女主角友里惠，突然成了神明后与朋友间发生许多有趣的故事。在作品中的神明则是根据日本神道教的八百万神及众神论来描绘的，故事中的神明无处不在，而且就在身边。背景為1980年代風格。另外，标题“神中！”，不是「神是中学生」而是「神明中學生」的意思。
动画共16话，电视播放計12回，有4话是在之后销售的DVD中；海外Animax播出的則是DVD版本。动画获选为2005年第9屆日本新媒体动漫艺术节动画部门优秀奖。於《月刊Comic電擊大王》2005年6月号至2007年1月号連載《神是中学生》漫畫版作品。

## 登場人物

### 主要角色
一橋友里惠（聲：MAKO）
女主角。普普通通的初中二年级学生。雖有點迷糊但很認真，率直性格。
某天她突然变成了神明。使用神力則短髮會暫時變長。
四條光惠（聲：峯香織）
友里惠的同學。从故事开始就是她的好朋友，很照顧友里惠也很穩重。巨乳眼鏡娘。
看到要好的男女，就會冒出口頭禪「好想要愛情滋潤」的牢騷。
三枝祀（聲：森永理科）
友里惠的同学，來福神社的大女儿。長髮美少女。性格活潑、強勢。
知道友里惠变成神之后主動跟她交朋友，想藉著拉攏友里惠讓神社香火鼎盛。小時候可以看到八島神。
三枝御子（聲：野中藍）
祀的妹妹。在来福神社最有神通力的人，能與八島神面談。性格内向、乖巧。
二宮健兒（聲：宮崎一成）
友里惠的同学，書道部成员（也就他一个人），專長當然是書法。友里惠所喜欢的人。
八島神（聲：岡野浩介）
来福神社供奉的神明。以青年之姿出現。性格浪漫溫柔。爱好摇滚，看到辨天神的演出也想組個樂團。
不想當鄉下神明終此一生而離家出走。
小玉（♀） / 穷神（♂）（聲：齋藤千和）
小玉是一橋家养的小白猫，之后遭穷神附体。
不贊同泰勒的貓世界獨立主張，認為此舉會招來人類捕捉，與變身成貓的友里惠一起打擂台對抗。
一橋章吉（聲：津村真琴）
友里惠的弟弟，常被她使喚。聰明有幹勁。跟御子同班。
一橋賢吉（聲：星野充昭）
友里惠的父親。性格大方也是家中支柱。最喜歡老婆茜。
一橋茜（聲：伊藤美紀）
友里惠的母親。面帶溫柔、天生我行我素。最喜歡老公賢吉。
小山豬、小麋鹿、小蝶（聲：前田幸惠、服部加奈子、福圓美里）
神明協會派來的「願望配送隊『幸福』」，協助友里惠處理事務的三人組。
本來沒有名字，由友里惠為祂們命名。
三枝光雲（聲：岩尾萬太郎）
祀的父親。自認沒有神主的才能，神社經營不善到家中物品被查封的地步。
藉八島神離家出走的契機，欲辭去神社職務、專注在種植公認美味的蔬菜上。

### 客串角色
犬和尚（聲：杉山紀彰，#2、#12、#15、#16）
與八島神關係密切，柴犬樣貌的法師。
火星人（聲：望月久代，#4）
火星中学學生。打算來還維京號火星探測船，搞不清楚狀況而在日本国会議事堂着陸。
總理大臣（聲：寶龜克壽，#4、#9）
親美派。請友里惠來跟捕獲的火星人接觸。
能登清美（聲：廣橋涼，#6）
與友里惠同校的一年級学生，前來參加友里惠的戀愛諮詢，暗戀健兒。
泰勒（聲：古澤徹，#8）
貓老大，在倒閉的造船廠發表貓世界獨立宣言。
面對小玉異議的挑戰，提出以貓咪格鬥方式打擂台決定誰做主。正體是猫又。
戴夫（聲：稻田徹，#8）
泰勒的擂台搭檔，10公斤巨貓。
源叔（聲：鈴木清信，#9）
建築工人，前大和號戰艦船員。健兒的友人。
戰艦大和號（聲：松本大，#9）
戰艦大和號靈魂。船体沉於九州南方海底。
三葉丸（聲：小林由美子，#9）
漁船的妖怪。請求友里惠讓沉入海底的戰艦大和號靈魂，回到它的故鄉。
西村受（聲：甲斐田幸，#10）
友里惠的同學，也是學生會長候選人對手。
辨天神（聲：渡邊明乃，#12）
犬耳綠髮龐克風，在七福神所組成「辨財天樂團」中最受歡迎，八島神也是粉絲之一。

## 製作人員
- 原作：Besame mucho
- 企画：竹内成和
- 製片人：落越友則、梶淳
- 助手製片人：横山朱子
- 動畫製片人：佐藤由美
- 劇本：倉田英之
- 人物原案：
- 人物設計：千葉崇洋
- 美術指導：OKAMA
- 美術：澀谷幸弘
- 視覺藝術：須藤岳
- 小道具、機械設計：小川浩
- 色彩設計：歌川律子
- 攝影：月岡敦子
- 數位效果：佐藤正人
- 剪接：坂本雅紀
- 音樂：池賴廣
- 音樂協助：Broccoli
- 音響監督：菊田浩巳
- 音響製片人：中野徹
- 音響制作：HALF H·P STUDIO
- 監督：舛成孝二
- 協助：
- 動畫制作：Brain's Base
- 製作：Aniplex

## 主題歌
- 片頭曲：

作詞：Bee'、作曲：上松範康、編曲：藤田淳平、演唱：富田麻帆
- 片尾曲：

作詞：Bee'、作曲・編曲：藤田淳平、演唱：MAKO

## 各話列表
| 回數 （TV） | 話數 （DVD） | 日文標題 | 中文標題         | 中文標題           | 劇本     | 分鏡       | 演出            | 作画監督          | 歌手       | 歌曲年代 | DVD收錄卷 |
| 回數 （TV） | 話數 （DVD） | 日文標題 | 普威爾           | Animax             | 劇本     | 分鏡       | 演出            | 作画監督          | 歌手       | 歌曲年代 | DVD收錄卷 |
| ----------- | ------------ | -------- | ---------------- | ------------------ | -------- | ---------- | --------------- | ----------------- | ---------- | -------- | --------- |
| 1           | 1            |          | 青春的惡作劇     | 青春的惡作劇       | 倉田英之 | 舛成孝二   | 舛成孝二 畑博之 | 千葉崇洋          | 菊池桃子   | 1984年   | 第1卷     |
| 2           | 2            |          | 求神保佑         | 求神明保佑         | 倉田英之 | 舛成孝二   | 高島大輔        | 薮野浩二          | 桃姬BAND   | 1993年   | 第1卷     |
| 3           | 3            |          | 明明不是那個意思 | 明明不是那個意思   | 倉田英之 | 小寺勝之   | 畑博之          | 大河原晴男        | 立見歌     | 1987年   | 第2卷     |
| 4           | 4            |          | 地球的危機       | 地球的危機         | 倉田英之 | 兒玉兼嗣   | 小坂春女        | 長町英樹          | 宍戶留美   | 1991年   | 第2卷     |
| 5           | 5            |          | 不喜歡自己一個人 | 不喜歡自己一個人   | 倉田英之 | 島崎奈奈子 | 三瓶聖          | 島田英明          | 高橋美枝   | 1983年   | 第3卷     |
| 6           | 6            |          | 小小的決心       | 小小的自私         | 倉田英之 | 小寺勝之   | 高島大輔        | 大河原晴男        | 中山忍     | 1988年   | 第3卷     |
| 7           | 7            |          | 太陽的戀人們     | 陽光下的戀人       | 倉田英之 | 小寺勝之   | 浅野勝也        | 金子拓 千葉崇洋   | 林紀惠     | 1981年   | 第4卷     |
| -           | 8            |          | 野生時代         | 野性時代           | 倉田英之 | 植田秀仁   | 畑博之          | 山下祐 鈴木大     | 工藤夕貴   | 1984年   | 第4卷     |
| 8           | 9            |          | 跨越時光之河     | 跨越時光的牆壁     | 倉田英之 | 小坂春女   | 小坂春女        | 島田英明          | 扯後髮隊   | 1987年   | 第5卷     |
| 9           | 10           |          | 決定是你         | 決定是你了         | 倉田英之 | 兒玉兼嗣   | 高島大輔        | 櫻井親良          | 田原俊彥   | 1981年   | 第5卷     |
| -           | 11           |          | 戀情陷入迷途     | 戀愛命運會怎麼樣呢 | 倉田英之 | 福田道生   | 畑博之          | 長町英樹 薮野浩二 | 南翔子     | 1984年   | 第6卷     |
| 10          | 12           |          | 不可思議的冒險   | 神奇冒險           | 倉田英之 | 山本泰一郎 | 畑博之          | 長町英樹          | 真璃子     | 1989年   | 第6卷     |
| -           | 13           |          | 為所欲為         | 為所欲為           | 倉田英之 | 小寺勝之   | 高島大輔        | 櫻井親良          | 齊藤滿喜子 | 1988年   | 第7卷     |
| 11          | 14           |          | 夢色的訊息       | 甜蜜的訊息         | 倉田英之 | 山下祐     | 山下祐          | 薮野浩二          | 西村知美   | 1986年   | 第7卷     |
| 12          | 15           |          | 小小的一步       | 小小的一步         | 倉田英之 | 舛成孝二   | 舛成孝二        | 千葉崇洋          | CoCo       | 1993年   | 第8卷     |
| -           | 16           |          | 你看，春天來了   | 你看，春天來了     | 倉田英之 | 小寺勝之   | 舛成孝二        | 千葉崇洋          | 扯後髮隊   | 1988年   | 第8卷     |

## 播放電視台
日本深夜動畫：下文記載的日本国内播放時間使用日本標準時間（UTC+9）表示。因為部分時間标识會採用30小时制，因此請留意这类超过24:00的时间，其實際播放時間為翌日清晨。
| 播放地域   | 播放電視台   | 播放期間                      | 播放時間 | 所屬電視網   | 備考                                                  |
| ---------- | ------------ | ----------------------------- | --- | ------------ | ----------------------------------------------------- |
| 關東廣域圈 | 朝日電視台   | 2005年6月28日 - 9月27日       | 星期二 26時40分 - 27時10分                                                                                                | 全日本新聞網 |                                                       |
| 近畿廣域圈 | ABC電視台    | 2005年7月7日 - 10月6日        | 星期四 27時01分 - 27時31分                                                                                                | 全日本新聞網 | 最終回因播放阪神虎優勝特別節目而順延一週              |
| 中京廣域圈 | 名古屋電視台 | 2005年7月13日 - 10月5日       | 星期三 27時08分 - 27時38分                                                                                                | 全日本新聞網 |                                                       |
| 東京都     | TOKYO MX     | 2008年10月11日 - 12月27日     | 星期六 22時00分 - 22時30分                                                                                                | 獨立UHF放送  |                                                       |
| 日本全域   | AT-X         | 2005年10月24日 - 2006年1月9日 | 星期一 10時00分 - 10時30分                                                                                                | 衛星電視     |                                                       |
| 日本全域   | NHK BS2      | 2011年1月9日 - 3月27日        | 星期日 23時00分 - 23時25分 （初回 23時15分 - 23時40分） （第10～12回 23時00分 - 24時15分） （第12回 24時35分 - 25時00分） | 衛星電視     | 日本311大地震、訊號出錯等因素，趕在頻道廢止前播放完畢 |

| 日本朝日電視台 星期二26:40節目                  | 日本朝日電視台 星期二26:40節目              | 日本朝日電視台 星期二26:40節目 |
| ----------------------------------------------- | ------------------------------------------- | ------------------------------ |
|                                                 | 神樣中學生 （2005年6月28日－9月27日）       |                                |
| 草莓100%                                        | 高機動交響曲GPO                             |                                |
| 日本NHK BS2 衛星動畫劇場 星期日23:00－23:25節目 |                                             |                                |
| 心靈偵探 八雲                                   | 神樣中學生 （2011年1月9日－3月27日）        | （頻道廢止）                   |
| 臺灣ANIMAX 星期一至五19:00－20:00節目           |                                             |                                |
| －                                              | 神樣中學生 （2006年8月1日－8月10日）        | －                             |
| 香港ANIMAX 星期五21:30－22:00節目               |                                             |                                |
| －                                              | 神樣中學生 （2006年11月24日－2007年3月9日） | －                             |

## 出版書籍
漫畫
| 卷數 | MediaWorks    | MediaWorks             | 台灣角川       | 台灣角川               |
| 卷數 | 初版發售日期  | ISBN                   | 初版發售日期   | ISBN                   |
| ---- | ------------- | ---------------------- | -------------- | ---------------------- |
| 1    | 2006年1月27日 | ISBN 978-4-8402-3319-4 | 2009年9月2日   | ISBN 978-986-237-232-6 |
| 2    | 2007年3月27日 | ISBN 978-4-8402-3787-1 | 2009年11月28日 | ISBN 978-986-237-361-3 |

Mook
| 日文書名 | 一迅社        | 一迅社                 |
| 日文書名 | 初版發售日期  | ISBN                   |
| -------- | ------------- | ---------------------- |
|          | 2011年5月20日 | ISBN 978-4-7580-1178-5 |